# Milena Marcilisová
Milena Marcilisová (* 28. ledna 1953 Svitavy) je česká herečka, v letech 1980 až 2023 členka souboru Městského divadla Zlín.

## Život
Vystudovala herectví na dramatickém oddělení Státní konzervatoře v Brně, absolvovala v roce 1972. Následujících osm let byla členkou souboru Slováckého divadla v Uherském Hradišti. V roce 1980 začala působit v Divadle pracujících v Gottwaldově, které se v roce 1990 přejmenovalo na Městské divadlo Zlín. Kariéru v divadle ukončila v roce 2023.
Kromě hraní se věnuje také pedagogické činnosti a na Zlínské soukromé vyšší odborné škole umění vyučuje umělecký přednes.
V 80. letech 20. století se objevila ve vedlejších rolích v několika dětských snímcích natočených ve filmovém studiu ve Zlíně – např. Do zubů a do srdíčka (1985), Pětka s hvězdičkou (1985) či Cizím vstup povolen (1986). Později se objevila v několika seriálech brněnského televizního studia – např. Detektiv Martin Tomsa (1998) nebo Četnické humoresky (2000). Roli učitelky ztvárnila ve filmu Postel (1998), epizodní postavy hrála také v novějších televizních seriálech Okno do hřbitova (2011), Já, Mattoni (2016) či Život a doba soudce A. K. (2017).
V komunálních volbách v roce 2006 kandidovala jako nestraník za ZHN do Zastupitelstva města Zlína, ale neuspěla.